# علي عبد الرضا
علي عبد الرضا، من مواليد 28 سبتمبر 1976، لاعب كرة قدم كويتي سابق.
يعمل بوظيفه إداري لدى مؤسسه البترول الكويتية - مركز التدريب البترولي بالأحمدي
بدأ مسيرته الكروية مع نادي السالمية بموسم 1992-1993 ويلعب بمركز الدفاع وكان وقتها بمرحله تحت 16 سنه ثم تدرج من المراحل السنية حتى وصل إلى الفريق الأول بموسم 1997 وحصد مع الفريق الأول 3 بطولات الدوري العام وكأسين للأمير وكأس لولي العهد وكأس الخرافي وكان أول من ضمه إلى المنتخب الأول هو التشيكي ميلان ماتشالله سنه 1998، واستمر مع المنتخب الأول 7 سنوات متتالية حتى 2005 حيث أصيب وقرر الاعتزال الدولي، وفي موسم 2006/2007 انتقل إلى نادي كاظمة.
موسم 2009-2010 عاد للسالميه ولكن بصفه مديرا للفريق الأول بالنادي. 2010 حصل على شهاده التدريب C.سنه 2011 حصل على شهادة تدريب اللياقة البدنيه من الاتحاد الدولي فيفا.سنة 2012 حصل على شهادة تدريب B
ومدرب بأكاديميه ريال مدريد بالكويت

## روابط خارجية
- علي عبد الرضا على موقع الاتحاد الدولي (مؤرشف)  (الإنجليزية)
- علي عبد الرضا على موقع قاعدة بيانات كرة القدم.إي يو (الإنجليزية)
- علي عبد الرضا على موقع ناشيونال فوتبول تيمز (الإنجليزية)